# Langues anatoliennes
Les langues anatoliennes sont une branche de la famille des langues indo-européennes parlées en Anatolie aux IIe et Ier millénaires avant notre ère. Elles regroupent le hittite, le palaïte, le louvite, le louvite hiéroglyphique, le lydien, le lycien, le milyen, le carien, le sidétique, le pisidien ou encore le kalašma découvert en 2023.
Déchiffrées au XXe siècle, les langues anatoliennes ont permis de valider certaines hypothèses concernant l'évolution des dialectes indo-européens anciens, émises par les linguistes de la fin du XIXe siècle.

## Origines
La branche anatolienne est souvent considérée comme la plus ancienne des branches à s'être séparée de la langue proto-indo-européenne, à partir d'une étape appelée indo-hittite ou « indo-européen archaïque » ; on suppose généralement une date de séparation au milieu du 4e millénaire avant J.-C. Selon l'hypothèse des kourganes, il existe deux possibilités quant à la façon dont les premiers locuteurs anatoliens auraient pu atteindre l'Anatolie : du nord via le Caucase, ou de l'ouest, via les Balkans.
Cette dernière hypothèse est considérée comme un peu plus probable par Mallory (1989), Steiner (1990) et Anthony (2007).
S'écartant de ces deux hypothèses, les recherches statistiques menées par Quentin Atkinson et d'autres, utilisant l'inférence bayésienne et les marqueurs glottochronologiques, favorisent une origine indo-européenne directement en Anatolie, donc sans migration. Mais la validité et la précision de la méthode sont sujettes à débat,.

## Caractères indo-européens
Les langues anatoliennes semblent conserver un certain nombre de caractères archaïques indo-européens, en particulier ceux déduits de l'analyse structurale proposée par Ferdinand de Saussure :
- toutes les langues indo-européennes alors connues possédaient trois genres : masculin, féminin et le neutre. Les spécialistes estimaient qu'il s'agissait d'une dérivation d'un système plus ancien fonctionnant sur une distinction entre l'animé et l'inanimé. La découverte du hittite-nésique a confirmé cette hypothèse, l'ancien système y ayant été conservé. Il existe en effet dans les langues anatoliennes le genus commune (animés) et genus neutrum (inanimés) ;
- les racines indo-européennes étant principalement fondées sur des consonnes autour desquelles s'articule une (ou plusieurs) voyelle alternante (à la manière des racines sémitiques), une hypothèse estimait que chaque racine devait commencer par une consonne, ce qui n'est pas le cas, sauf si l'on suppose l'existence d'une consonne initiale qui se serait amuïe dans toutes les langues. Supposer son existence permettait de poser les bases d'un système plus cohérent. Lors du déchiffrage du hittite, l'on s'est rendu compte que, justement, cette langue avait conservé cette consonne. Le système supposé était alors confirmé. Par exemple, nous pouvons comparer le hittite haui- (avec une laryngale initiale) avec le latin oui-s, tous deux désignant la brebis ;
- d'une manière similaire, les langues indo-européennes connaissent des alternances vocaliques très fréquentes qui, ainsi que Saussure l'avait deviné, proviennent en fait de l'amuïssement d'une laryngale, laquelle peut colorer une voyelle en contact et lui faire subir un allongement compensatoire. Ce phénomène, appelé la théorie des laryngales est, grâce à la découverte des langues anatoliennes, attesté à de nombreuses reprises. Saussure avait eu l'intuition de ces laryngales (sans arriver à la conclusion qu'il s'agissait de consonnes) et les avait nommées coefficients sonantiques. Plus tard, en s'inspirant fortement du fonctionnement des langues sémitiques, on les a désignées sous le nom de schwa (terme propre à la grammaire de l'hébreu). Actuellement, le terme de laryngale est le plus fréquent.

Ainsi, en ayant conservé certains caractères archaïques, les langues anatoliennes jouent un rôle important dans notre compréhension de l'évolution des langues indo-européennes voire forcent à supposer que, génétiquement, les langues indo-européennes ne forment pas les familles qu'on lui supposait. Leur étude est primordiale en linguistique comparée des langues indo-européennes et, partant, en phonétique historique.

## Caractères propres
À côté de ces caractères archaïques, les langues anatoliennes possèdent également un certain nombre de caractères évolués. En particulier, le nombre de cas de leur déclinaison est cinq, alors que l'indo-européen reconstitué en a huit. Bien que cela puisse être expliqué par une évolution indépendante de la langue, certains linguistes y voient la trace d'une divergence antérieure au stade de l'indo-européen. L'indo-européen et les langues anatoliennes, au lieu d'être en relation parent-enfant, seraient issus d'une langue commune, parfois baptisée indo-hittite. Cette opinion, plausible, n'est cependant étayée d'aucun argument non linguistique et reste donc minoritaire.